# Liste de mosquées d'Irlande
Cet article présente la liste de mosquées d'Irlande.

## Liste
| Nom                                         | Image | Ville  | Comté           | Inauguration      | Remarques                                            |
| ------------------------------------------- | ----- | ------ | --------------- | ----------------- | ---------------------------------------------------- |
| Mosquée de Dublin                           |       | Dublin | Comté de Dublin | 16 novembre 1996  |                                                      |
| Mosquée Ahlul Bayt de Dublin                |       | Dublin | Comté de Dublin | septembre 1996    |                                                      |
| Mosquée de la Fondation Islamique d'Irlande |       | Dublin | Comté de Dublin | 1976              | Première mosquée construite en Irlande               |
| Mosquée Maryam de Galway                    |       | Galway | Comté de Galway | 26 septembre 2014 | Première mosquée Ahmadiyya en Irlande, 1re de Galway |